# Pietro Citati
Pietro Citati (Florència, 20 de febrer de 1930) és un escriptor i crític literari italià".
Nascut a Florència, va trascorrer la infantesa i l'adolescència a Torí, on va frequentar l'Institut Social i després el liceu clàssic Massiml d'Azeglio. Durant la guerra, en el 1942, es va traslladar amb la família a Ligúria. Es va llicenciar el 1951 en Lletres modernes a la Scuola Normale Superiore de Pisa. Va començar la seva carrera de crític literari col·laborant a revistes com Il Punto (on va conèixer al jove Pier Paolo Pasolini), L'approdo i Paragone.
Del 1954 al 1959 va ensenyar italià en els col·legis professionals de Frascati i de la periferia de Roma. En la dècada del 1960 va escriure pel diarl Il Giorno. Del 1973 al 1988 és crític literari del Corriere de la Sera, del 1988 al 2011 de La Repubblica, del 2011 al juny del 2017 torna a ser-ho al Corriere della Sera i des del 28 de juliol de 2017 ho és a La Repubblica.
Escriptor polièdric, ha escrit en l'àmbit de la no ficció i biografies literàries d'escriptors com Alessandro Manzoni, Franz Kafka, Johann Wolfgang von Goethe, Lev Tolstoi, Katherine Mansfield i Giacomo Leopardi. També sobre els mites dels pobles antics i del hel·lenisme (Homer sobretot) i a les doctrines religioses i filosòfiques com el Hermetisme.
En el 2002, l'escriptor espanyol Javier Marías, Regne de Redonda, el va nomenar Duc de Remonstranza. En el 1984 va guanyar el Premi Strega amb la biografia deTolstoj, edició de Longanesi.